# Kaple svaté Barbory (Klobouky u Brna)
Kaple svaté Barbory je římskokatolická poutní kaple ve městě Klobouky u Brna v okrese Břeclav. Stojí na zalesněném návrší nad farním kostelem sv. Vavřince západně od centra města. Barokní kaple z roku 1669 je chráněna jako kulturní památka.

## Historie
Kapli byla vybudována roku 1669 na náklady zábrdovického kláštera, majitele klobouckého statku. Roku 1784 byla patentem Josefa II. zrušena a o tři roky později přeměněna na kontribuční sýpku. V letech 1848–1851 proběhla oprava kaple, v roce 1852 byla opětovně vysvěcena (benedikována).
Na konci 2. světové války byla kaple poškozena dělostřeleckou palbou a přechodem fronty. Opravy válečných škod probíhaly během 50. let, na restaurování fresek v interiéru kaple se podílel i Otto Maria Stritzko. Roku 1960 bylo do kaple instalováno 20 dubových lavic, vyrobených místními stolaři. V roce 1965 dostala novou plechovou střechu. Roku 1975 kaple podstoupila statické zpevnění a zajištění klenby.
Poutní mše se zde slouží na slavnost Nejsvětější Trojice podle barokní tradice.

## Popis
Kaple svaté Barbory stojí pod vrcholem vyvýšeniny západně od středu města. Jedná se o jednolodní západo-východně situovanou stavbu na půdorysu řeckého kříže. Základem je podélná loď, zakončená na západě odsazenou apsidou. K bočním stranám lodě přiléhají půlválcové kaple. Boční fasády jsou hladké, nacházejí se v nich nízká okna se segmentovým zaklenutím. Východní průčelí je členěno pilastry s římsovými hlavicemi. V jeho ose je umístěn vstupní portál se segmentovým frontonem. Loď kaple je zaklenuta valenou klenbou se styčnými výsečemi. Apsidy zakončuje koncha s výsečemi. Ve východní části lodi stojí hudební kruchta.
Retabulární hlavní oltář obsahuje obraz sv. Barbory, přemalovaný v 19. století. Dále se zde nacházejí dva boční retabulární oltáře z poloviny 19. století. Jeden je zasvěcený sv. Alžbětě Uherské, druhý sv. Cyrilu a Metodějovi. Oltáře nesou obrazy těchto světců z roku 1856, jejichž autorem je Josef Hübner. V kněžišti visí dva velké obrazy (Narození Páně a Vjezd Pána Ježíše do Jeruzaléma) od Lorenze Kohla z poloviny 19. století. Tentýž autor namaloval i křížovou cestu. Na vnitřní klenbě kaple je freska znázorňující život sv. Barbory. Raně barokní přízední kazatelna pochází z konce 17. století, původně umístěná v chrámu svatého Václava v Olomouci. V kapli jsou taktéž původní barokní varhany.
Ke kapli vede od farního kostela přímé cihlové schodiště.